# باشگاه ورزشی هانوفر ۹۶
باشگاه ورزشی هانوفر 96 (آلمانی:  Hannoverscher Sportverein von 1896) باشگاه ورزشی آلمانی است که در هانوفر آلمان قرار دارد و در سال ۱۸۹۶ میلادی تأسیس شد. در دوره‌ای برانکو ایوانکوویچ سرمربی سابق پرسپولیس و تیم ملی ایران، سرمربی این تیم نیز بوده‌است.

## ورزشگاه
HDI-Arena که قبلاً با نام‌های Niedersachsenstadion و AWD-Arena شناخته می‌شدند یک ورزشگاه فوتبال در کشور آلمان و در شهر هانوفر است. باشگاه هانوفر تمامی بازی‌های بوندسلیگایی خود را در این ورزشگاه برگزار می‌کند.